# Camille Mandrillon
Paul Camille Albert Mandrillon, född 6 september 1891 i Les Rousses i Jura, död 22 mars 1969 i La Tronche i Isère, var en fransk längdskidåkare som tävlade under 1920-talet. Vid olympiska vinterspelen 1924 i Chamonix deltog han i militärpatrull och ingick i det franska laget som tog brons. Han hade en viktig roll under invigningen. Han bar Frankrikes flagga vid truppernas inmarsch och höll idrottarnas ed. Han var bror till Maurice Mandrillon.